# Herrin (Norte)
Herrin é uma comuna francesa na região administrativa de Altos da França, no departamento do Norte. Estende-se por uma área de 2.17 km². Em 2010 a comuna tinha 430 habitantes (densidade: 198,2 hab./km²).